# Mantidactylus albofrenatus
Mantidactylus albofrenatus är en groddjursart som först beskrevs av Müller 1892.  Mantidactylus albofrenatus ingår i släktet Mantidactylus och familjen Mantellidae. IUCN kategoriserar arten globalt som otillräckligt studerad. Inga underarter finns listade i Catalogue of Life.